# Pompă cu piston

Pompa cu piston

O pompă cu piston este un agregat pentru transportul lichidelor și gazelor, gazele vor fi și comprimate.
Un piston care se deplasează într-un cilindru efectuează în primul tact aspirarea fluidului prin supapa de aspirație, apoi refulează fluidul aspirat prin supapa de refulare.
La transportul lichidelor cu ajutorul pompelor cu piston se pot atinge presiuni foarte mari, iar volumul poate fi definit exact. Acționarea se poate face manual sau cu ajutorul a diferiți actori.
O dată cu apariția pompelor centrifugale, începând cu secolul al XIX-lea, s-a schimbat și domeniul de folosire al pompelor cu piston. Astăzi acestea se folosesc îndeosebi la dozatoare, la pompele cu acționare manuală sau acolo unde sunt necesare presiuni mari.
Un bun exemplu de pompă cu piston de largă folosință e pompa de bicicletă.
Dezavantajul pompei cu piston, e pulsația de transport care apare în conducte și care provoacă oscilații mecanice puternice. De aceea acolo unde sunt necesare volume mari se folosesc pompe care lucrează decalat, precum și atenuatori de presiune.
La pompa cu membrană, o formă aparte a pompei cu piston, pistonul e înlocuit de o membrană. Există pompe cu membrană mecanică sau pompe cu membrană hidraulică. La cea din urmă se folosește o membrană din PTFE sau oțel. Cu pompe cu membrane hidraulice s-au realizat presiuni de până la 3500 bar. 
La pompa din imaginea alăturată supapa de evacuare se află în piston, astfel mediul este împins de pe o parte pe cealaltă a pistonului realizându-se admisia și evacuarea simultan. Acest tip de pompă este indicat și pentru medii vâscoase.

### Variante ale pompei cu piston
- Pompa cu pistoanele în linie
- Pompa cu piston oscilant
- Mașina cu pistoane libere
- Pompa cu pedală

După numărul de curse active pe rotație, pompele cu piston sunt de două tipuri: cu acțiune simplă și cu simplu efect (fluidul este pompat de o singură față a pistonului, iar cursa activă este într-un singur sens) sau cu acțiune dublă și cu dublu efect (fluidul este pompat de ambele fețe ale pistonului, iar cursele din ambele sensuri sunt active)